# José Martínez Tenaquero
José Martínez y Luz de Barredo Tenaquero (Madrid, 1808-1879) fou un militar espanyol i cap carlista espanyol.
Descendent d'una il·lustre família, als catorze anys ingressà en l'exèrcit amb classe d'alferes de cavalleria, el 1823 fou promogut al grau de tinent i el 1825 anomenat capità de granaders de a cavall de la Guàrdia reial. El 1827 serví a les ordres del general Sarsfield, a Extremadura i Aragó, i el 1828 anà a Madrid, on el 1830 fou elegit per menar l'esquadró de tiradors del seu regiment. El 1833 fou expulsat del cos per considerar-lo afecte a l'infant Carles Maria Isidre de Borbó, germà de Ferran VII, desterrat a Portugal.
Carles nomenà Tenaquero coronel de l'arma de cavalleria. Mort Ferran VII, passà a Navarra a les ordres de Zumalacárregui, el qual li confià el comandament del regiment de caçadors d'Àlaba. Prengué part en l'expedició de Carles a Aragó, Catalunya, València i Castella, lluitant en les batalles d'Osca, Barbastre, Elgra, Chiva, Herrera, Villar de los Navarros, Aranzueque, Retuerta i Huerta del Rey, sent ascendit a general de brigada per mèrits de guerra. Després fou nomenat comandant general de la cavalleria carlista d'Aragó, València i Múrcia.
Quan acabà aquella campanya amb el Conveni de Vergara, Tenaquero s'adherí a aquest, sent nomenat el 1843 comandant general de Lugo, pel govern d'Isabel II d'Espanya. Després passà amb el mateix càrrec a la Corunya, sent agraciat, per l'encertat del seu comandament, que durà quatre anys, amb la gran creu d'Isabel la Catòlica. Més tard desenvolupà el comandament militar i el càrrec de cap civil de la província de Màlaga, i després el de província de Cadis sent ascendit a mariscal de camp el 1846.
Havent pres greu increment el bandolerisme en la província de Màlaga, Tenaquero fou nomenat de bell nou per al comandament d'aquesta, tenint l'èxit de copar les partides de Zamarra, el Carpanta, els Bautistas i el Chato de Benamejí, aconseguint la pacificació total de la província.
Per qüestions de dignitat política es va veure obligat a passar a situació de quarter, sent més tard empresonat al castell de Santa Catalina, de Cadis, fins al juliol de 1854, en què fou absolt i posat en llibertat confiant-se-li de nou el comandament militar de la província. El 1855 desenvolupà la Comandància general del Camp de Gibraltar. El 1857 fou nomenat capità general de Burgos i més tard de les illes Canàries. El 1863 o fou de Castella la Vella, ascendint a tinent general el 1866.
En ésser destronada Isabel, Tenaquero oferí els seus serveis a Carles, qui l'anomenà ministre del seu Consell, capità general de Castella i president de la Junta Central carlista. També fou cap de l'Estat Major Central, però la seva avançada edat i les xacres li impediren prendre part en la campanya, romanen en l'emigració fins al 1876, en que retronà a Espanya, morint en la data indicada al principi.